# Anna Bogren (konstnär)
Anna Ottilia Bogren, född Adamson den 8 augusti 1890 i Stockholm, död den 23 augusti 1960 i Mariazell, Österrike, var en svensk konstnär.
Bogrens konst består av landskap, stadsbilder och porträtt i olja eller akvarell. Hon medverkade i utställningar med Sveriges allmänna konstförening ett flertal gånger. Hon var från 1916 till sin död gift med bankkamrer Knut Bernhard Bogren (1885–1961). Makarna Bogren är begravda på Norra begravningsplatsen utanför Stockholm.